# Zorotua
Le zorotua est un dialecte khoïsan. Il fait partie des langues kwadi qui font elles-mêmes partie du sous-groupe khoï des langues khoïsan. C'est une langue morte.